# Августа Саксен-Веймар-Айзенаська
Августа Саксен-Веймар-Айзенаська (нім. Augusta von Sachsen-Weimar-Eisenach), повне ім'я Марія Луїза Августа Катаріна Саксен-Веймар-Айзенаська (нім. Marie Luise Augusta Katharina von Sachsen-Weimar-Eisenach), відома як імператриця Августа (нім. Kaiserin Augusta), (30 вересня 1811 —  7 січня 1890) — принцеса Саксен-Веймар-Айзенаська із Саксен-Веймарського дому, донька великого герцога Саксен-Веймар-Айзенаху Карла Фрідріха та російської великої княжни Марії Павлівни, дружина короля Пруссії та імператора Німеччини Вільгельма I.

## Біографія
Августа народилась 30 вересня 1811 року у Веймарі. Вона була третьою дитиною та другою донькою в родині принца Карла Фрідріха Саксен-Веймар-Айзенаського та його дружини Марії Павлівни. Дівчинка мала старшу сестру Марію, старший брат Пауль помер немовлям до її народження.
25 жовтня 1828 року відбулися її заручини із прусським принцом Вільгельмом. Наречений був закоханий у польську княжну Елізу Радзивілл і одружувався виключно з примусу батька. Разом з тим, Августа сподівалася на щасливий шлюб, будучи закоханою у Вільгельма. Вінчання пройшло у каплиці палацу Шарлоттенбург 11 червня 1829 року. Принцеса була добре прийнята у Берліні і перші тижні після весілля молодята провели у цілковитій гармонії. У подружжя народилося двоє дітей. Від 1840 року Августа страждала на біполярний розлад психіки та часто перебувала в депресії.
Ставши у 1861 році королевою-консортом Пруссії, присвятила себе благодійності. Виступала проти франко-прусської війни.
Раптово померла 7 січня 1890 року в Старому палаці на Унтер-ден-Лінден. Похована у мавзолеї Шарлоттенбурзького палацу поруч із чоловіком.

## Родина
Чоловік — Вільгельм I (німецький імператор)
Діти:
- Фрідріх (1831–1888) — наступний імператор Німеччини у березні—червні 1888 року, був одруженим із британською принцесою Вікторією, мав восьмеро дітей;
- Луїза (1838–1923) —дружина великого герцога Бадена Фрідріха I, мала доньку та двох синів.

## Нагороди
- Великий хрест ордену Святої Катерини (Російська імперія; 12 грудня 1811) — з приводу народження.
- Орден Луїзи (Прусське королівство)
- Орден Чорного орла (Прусське королівство; 17 січня 1861)
- Орден Чорного орла, великий хрест (Прусське королівство; 17 січня 1861)
- Орден Королеви Марії Луїзи (Іспанія; 20 травня 1863)
- Орден Святого Карлоса, великий хрест (Мексиканська імперія; 10 квітня 1865)
- Хрест «За заслуги» для жінок та дівчат (Прусське королівство; 1871) — перша нагороджена.
- Орден Сидонії (Саксонське королівство; 1871)
- Орден Святої Ізабелли (Португальське королівство)

## Вшанування

### Географія
- Джерело Августи (Augustaquelle) у Ріхінгені в Саарі;
- Річка Імператриця Августа — найбільша річка острову Нова Гвінея, названа так силезьким дослідиком Отто Фіншем у 1885 році. Більше відома під англійською назвою Сепік.
- Затока на острові Бугенвіль, найбільшому у групі Соломонових островів.

### Армія
- У 1890 році ім'я королеви Августи отримав 4-й гвардійський полк піхоти, росквартирований у Кобленці.[5]
- На честь імператриці у 1938 році були названі казарми Августи в Кобленці на правому березі Рейну, зведені у 1936 році.

### Судноплавство
На честь імператриці Августи були названі судна:
- Паровий корвет «S.M.S. Augusta» типу «Августа». Був закладений у Бордо під назвою «Єдду». У 1864 році корабель придбала Пруссія і він отримав нову назву. Був введений в експлуатацію 4 липня 1864 року. Брав участь у Франко-прусській війні, згодом перебував у водах Вест-Індії. 3 червня 1885 року під час шторму зник безвісти в Аденській затоці.[6]
- Бронепалубний крейсер Кайзерліхмаріне «Імператриця Августа» («S.M.S.Kaiserin Augusta»). Один із перших в світі і перший німецький тригвинтовий корабель. Закладений у Кілі у 1890 році та спущений на воду 15 січня 1892 року. У 1897—1902 роках служив у складі Німецької Східно-Азійської крейсерської ескадри. В роки Першої світової війни використовувався як навчальне судно. 1919 року був проданий на злам.[7]

### Промисловість
- Копальні Королеви Августи (Die Zeche Königin Augusta) у Ессені, виниклі у 1864 році в результаті консолідації кількох шахт, де видобували кам'яне вугілля.[8]
- Копальні Імператриці Августи (Die Zeche Kaiserin Augusta) у Ессені, виниклі у 1873 році таким же чином.[9]
- Шахта Імператриці Августи (Kaiserin-Augusta-Schacht) у Ельсніці, відкрита у 1869 році. У 1946 році була перейменована в шахту імені Карла Лібкнехта. Закрита у 1971 році. Від 4 липня 1986 року біля колишніх шахтних будівлях було відкрито музей гірничої справи.[10][11]